# Pallamano Cologne
La A.S.D. Pallamano Cologne, nota come Metelli Cologne, è una società di pallamano avente sede nella città di Cologne in provincia di Brescia. La squadra è stata fondata nel 1984.
Nella stagione 2012-2013 vince il campionato di serie A2.
Disputa le proprie gare interne presso il Palasport di Cologne. Oltre ad avere la prima squadra che disputa campionati nazionali, La Pallamano Cologne è storicamente nota per il buon livello del vivaio, ha infatti nel suo palmares 9 scudetti giovanili (uno scudetto Under 14, due scudetti Under 16, uno scudetto Under 17, tre scudetti Under 18, uno scudetto Under19 e uno scudetto Under 20)

## Storia
La A.S.D. Pallamano Cologne venne fondata nel 1984 ed inizialmente venne nominata Gruppo Sportivo Scuola Media Cologne. 
Nel 1987 la fusione con l'ARCI Chiari fece confluire nell'organico molti atleti di categoria seniores. Fu così costituita la squadra maggiore, che disputò il suo primo campionato nella serie B del 1987/88. Le prime due stagioni del campionato di serie B si disputarono nell'impianto sportivo di Castelcovati.
Nella stagione 1997-98 centrò la prima storica promozione in serie A1.
Dalla stagione 2013-2014 ha militato nella Serie A - 1ª Divisione Nazionale che è il massimo campionato nazionale italiano di pallamano maschile.
Successivamente alla pandemia di COVID-19 del 2020 in Italia a causa di problemi finanziari, perde il titolo sportivo per partecipare alla massima serie e riparte dalla Serie B.
Nella stagione 2024-2025 dopo aver disputato la stagione regolare in Serie A Silver si qualifica ai playoff promozione, e vincendo la semifinale contro il Molteno e la finale contro Belluno viene promossa in Serie A Gold.

## Partecipazioni

### Campionati di 1º e 2º livello
| Livello | Categoria       | Partecipazioni | Debutto | Ultima stagione | Totale |
| ------- | --------------- | -------------- | ------- | --------------- | ------ |
| 1°      | Serie A Gold    | 1              | 2025-26 | 2025-26         | 9      |
| 1°      | Serie A-1ª D.N. | 7              | 2013-14 | 2019-20         | 9      |
| 1°      | Serie A1        | 1              | 1998-99 | 1998-99         | 9      |
| 2°      | Serie A2        | 12             | 1996-97 | 2024-25         | 14     |
| 2°      | Serie A1        | 2              | 2007-08 | 2008-09         | 14     |

### Coppe nazionali
| Coppa        | Partecipazioni | Debutto | Ultima stagione |
| ------------ | -------------- | ------- | --------------- |
| Coppa Italia | 5              | 1996-97 | 2019-20         |

## Palasport
La Pallamano Cologne disputa le proprie gare casalinghe presso il Palasport di Cologne. L'impianto è sito in via Dante Alighieri ed ha una capienza di circa 700 spettatori.

## Rosa 2025-2026

### Giocatori
| N° | Naz.                  | Ruolo | Sportivo             | Anno |  |  |
| -- | --------------------- | ----- | -------------------- | ---- |  |  |
| 1  | Italia (bandiera)     | P     | Germano Albanini     | 2003 |  |  |
| 4  | Italia (bandiera)     | A     | Noah Manenti         | 2002 |  |  |
| 17 | Italia (bandiera)     | A     | Federico Armanelli   | 2006 |  |  |
| 19 | Italia (bandiera)     | A     | Gianmarco Barbariga  | 1994 |  |  |
| 21 | Italia (bandiera)     | P     | Nicholas Manenti     | 1996 |  |  |
| 24 | Serbia (bandiera)     | T     | Marko Knežević       | 1993 |  |  |
| 18 | Italia (bandiera)     | T     | Federico Loda        | 2006 |  |  |
| 45 | Italia (bandiera)     | T     | Claudio Felix Piceni | 2006 |  |  |
| 49 | Italia (bandiera)     | A     | Marco Perletti       | 2002 |  |  |
| 54 | Italia (bandiera)     | T     | Fabrizio Caiorni     | 2006 |  |  |
| 58 | Italia (bandiera)     | PV    | Davide Lancini       | 1998 |  |  |
| 69 | Italia (bandiera)     | PV    | Ivano Rossi          | 2004 |  |  |
| 72 | Italia (bandiera)     | T     | Luca Mombelli        | 1999 |  |  |
|    | Svezia (bandiera)     | P     | Adam Krantz          | 1991 |  |  |
|    | Italia (bandiera)     | A     | Alessandro Bozzoli   | 2001 |  |  |
|    | Italia (bandiera)     | T     | Alessandro Florio    | 2002 |  |  |
|    | Portogallo (bandiera) | T     | João Cunha           | 1997 |  |  |
|    | Italia (bandiera)     | T     | Luigi Arena          | 2002 |  |  |
|    | Italia (bandiera)     | A     | Tommaso De Angelis   | 2005 |  |  |

### Staff
- Allenatore:  Davide Campana
- Vice allenatore:  Olmo Prudenzi